# Prachtboomgors
De prachtboomgors (Poospiza ornata) is een zangvogel uit de familie Thraupidae (tangaren).
Het natuurlijk habitat is (sub)tropisch droog bos, (sub)tropisch droog struweellandschap en secundair bos.
De prachtboomgors werd beschreven in 1865 door de Duitse ornitholoog Christian Ludwig Landbeck onder de naam Phrygilus ornatus.

## Verspreiding en leefgebied
Deze soort is endemisch in centraal Argentinië.